# Nicolás García (tuffatore)
Nicolás García Boissier (Las Palmas de Gran Canaria, 20 giugno 1995) è un tuffatore spagnolo.

## Biografia
Ha rappresentato la nazionale spagnola in diverse edizioni dei campionati mondiali di nuoto e dei campionati europei di nuoto e tuffi.

## Palmarès
| Anno | Manifestazione   | Sede       | Evento         | Risultato | Prestazione | Note |
| ---- | ---------------- | ---------- | -------------- | --------- | ----------- | ---- |
| 2013 | Mondiali         | Barcellona | Trampolino 1m  | 22º Q     | 312,90 p.   |      |
| 2013 | Mondiali         | Barcellona | Trampolino 3m  | 47º Q     | 307,10 p.   |      |
| 2013 | Mondiali         | Barcellona | Sincro 3m      | 14º Q     | 341,16 p.   |      |
| 2013 | Europei di tuffi | Rostock    | Trampolino 1m  | 23º Q     | 290,30 p.   |      |
| 2013 | Europei di tuffi | Rostock    | Trampolino 3m  | 19º Q     | 308,80 p.   |      |
| 2015 | Europei di tuffi | Rostock    | Trampolino 1m  | 14º Q     | 314,00 p.   |      |
| 2015 | Europei di tuffi | Rostock    | Trampolino 3m  | 17º Q     | 336,10 p.   |      |
| 2015 | Europei di tuffi | Rostock    | Sincro 3m      | 8º        | 357,18 p.   |      |
| 2015 | Mondiali         | Kazan'     | Trampolino 1 m | 25º Q     | 310,00 p.   |      |
| 2015 | Mondiali         | Kazan'     | Trampolino 3 m | 43º Q     | 328,55 p.   |      |
| 2015 | Mondiali         | Kazan'     | Sincro 3m      | 17º Q     | 360,03 p.   |      |
| 2016 | Europei di nuoto | Londra     | Trampolino 1 m | 13º Q     | 325,00 p.   |      |
| 2016 | Europei di nuoto | Londra     | Trampolino 3 m | 10º       | 379,35 p.   |      |
| 2017 | Europei di tuffi | Kiev       | Trampolino 1m  | 15º Q     | 325.75 p.   |      |
| 2017 | Europei di tuffi | Kiev       | Trampolino 3m  | 8º        | 396,45 p.   |      |
| 2017 | Europei di tuffi | Kiev       | Sincro 3m      | 8º        | 353,82 p.   |      |
| 2017 | Mondiali         | Budapest   | Trampolino 1m  | 22º Q     | 336,15 p.   |      |
| 2017 | Mondiali         | Budapest   | Trampolino 3m  | 22º Q     | 390,80 p.   |      |
| 2017 | Mondiali         | Budapest   | Sincro 3m      | 13º Q     | 372,30 p.   |      |
| 2018 | Europei di nuoto | Glasgow    | Trampolino 1m  | 9º        | 349,30 p.   |      |
| 2018 | Europei di nuoto | Glasgow    | Trampolino 3m  | 9º        | 370,25 p.   |      |
| 2019 | Mondiali         | Gwangju    | Trampolino 1m  | 19º Q     | 327,50 p.   |      |
| 2019 | Mondiali         | Gwangju    | Trampolino 3m  | 36º Q     | 348,35 p.   |      |
| 2024 | Mondiali         | Doha       | Sincro 3 m     | Bronzo    | 383,28 p.   |      |
| 2024 | Europei          | Belgrado   | Sincro 3m      | Argento   | 379,08 p.   |      |